# (10346) Triathlon
(10346) Triathlon est un astéroïde de la ceinture principale.

## Description
(10346) Triathlon est un astéroïde de la ceinture principale. Il fut découvert le 2 avril 1992 à l'Observatoire Palomar par Carolyn S. Shoemaker et David H. Levy. Il présente une orbite caractérisée par un demi-grand axe de 2,36 UA, une excentricité de 0,21 et une inclinaison de 24,3° par rapport à l'écliptique.

## Compléments